# Lubiatów (Strzelce-Drezdenko)
Pour les articles homonymes, voir Lubiatów.
Lubiatów (prononciation : [luˈbjatuf]) est un village polonais de la gmina de Drezdenko dans le powiat de Strzelce-Drezdenko de la voïvodie de Lubusz dans l'ouest de la Pologne.
Il se situe à environ 14 kilomètres au sud de Drezdenko (siège de la gmina), 25 kilomètres au sud-est de Strzelce Krajeńskie (siège de le powiat) et 37 kilomètres à l'est de Gorzów Wielkopolski (capitale de la voïvodie).
Le village compte approximativement une population de 160 habitants.

## Histoire
Au cours du deuxième partage de la Pologne en 1793, le village est annexé par le Royaume de Prusse. (voir Évolution territoriale de la Pologne)
Après la Seconde Guerre mondiale, avec la mise en œuvre de la ligne Oder-Neisse, le village retourne à la République populaire de Pologne. La population d'origine allemande est expulsée et remplacée par des polonais.
De 1975 à 1998, le village appartenait administrativement à la voïvodie de Gorzów.

Depuis 1999, il appartient administrativement à la voïvodie de Lubusz